# August Ludwig Leopold von Fritsche
August Ludwig Leopold Fritsche, seit 1843 von Fritsche (* 15. Mai 1780 in Crossen an der Oder; † 23. April 1855 in Berlin) war ein preußischer Jurist, Beamter und wirkte als Präsident des Regierungsbezirkes von Köslin (1834–1852) in der Provinz Pommern.
Seit 1801 arbeitete er als Auskulator in Stettin. Als Regierungsrat war er in der Regierung von Stettin angestellt, bis er 1816 in die Regierungsverwaltung von Koblenz eintrat. Hier war er seit 1817 Geheimer Regierungsrat und stieg zum Vizeregierungspräsidenten im Regierungsbezirk Koblenz (1825–1834) auf.
1834 trat Fritsche den Posten des Regierungspräsidenten in Köslin an. 1843 wurde Fritsche geadelt. Anlässlich seines 50-jährigen Dienstjubiläums erhielt von Fritsche 1851 den Roten Adlerorden, II. Klasse mit Eichenlaub verliehen. 1852 wurde von Fritsche pensioniert und Carl Freiherr von Senden trat seine Nachfolge an.